# Emilia Fröding
Anna Eliana Emilia Fröding, tidigare Agardh, född 1 mars 1827 i Lunds domkyrkoförsamling, Malmöhus län, död 2 september 1887 i Karlstads stadsförsamling, Värmlands län, var en svensk diktare och feminist. Hon var verksam som diktare och uttryckte i sitt författarskap en vilja för myndigförklarande och högre utbildning och större självständighet för kvinnor. Hon var mor till Gustaf Fröding, och anses starkt ha influerat hans författarskap. 